# Villa Sommarlek
Villa Sommarlek är en byggnad i Hemmeslövsstrand i Båstad som förklarats som byggnadsminne. Det uppfördes 1936 som sommarbostad åt direktör John Hjelme-Lundberg, ägare till Junexfabrikerna i Huskvarna. Sommarhuset ritades av arkitekten Erik Friberger och är ett exempel på radikal funktionalism vad gäller utformning, byggnadsteknik och material. Under åren 2000-2002 restaurerades Villa Sommarlek. Huset är en pionjär inom monteringsfärdiga trähus – en byggnadsteknik som under 1900-talet kommit att bli en av de vanligaste i Sverige. Att Villa Sommarlek är ett byggnadsminne innebär att huset inte får rivas, flyttas eller byggas om exteriört.